# Giancarlo Vallauri
Giancarlo Vallauri (Roma, 19 ottobre 1882 – Torino, 7 maggio 1957) è stato un ingegnere, ammiraglio e docente italiano.

## Biografia
Giancarlo Vallauri nacque a Roma il 19 ottobre 1882, fratello maggiore di Mario Vallauri. Di antica famiglia piemontese, il padre si era trasferito a Roma per il suo lavoro nel Ministero dell'Economia. Frequentò il Regio Liceo Ginnasio Umberto I con eccellente rendimento. Nel 1900 entrò presso l'Accademia Navale di Livorno ove fu primo del suo corso per tutto il periodo di studi, ottenendo così la sciabola d'onore. Uscì dall'Accademia col grado di Guardiamarina nel 1903. Lasciata la Marina nel 1906, si laureò in ingegneria elettrotecnica nel 1907 presso la Scuola superiore politecnica di Napoli dedicandosi subito all'insegnamento universitario, prima a Padova e a Napoli, poi dal 1916 a Livorno come titolare di Elettrotecnica all'Accademia Navale. Nel frattempo, fu richiamato alle armi durante la Grande Guerra, in cui si mise particolarmente in luce nei fatti d'arme di Pelagosa.
A Livorno fu promotore della nascita dell'Istituto elettrotecnico e radiotelegrafico della Marina (Mariteleradar) di cui, tra il 1916 e il 1926, fu il primo direttore. Con grande lungimiranza, avviò ricerche sulle comunicazioni radio, in seguito alle quali, nel periodo tra il 1920 e il 1923, l'Istituto progettò e costruì a Coltano con la collaborazione di Marconi la prima grande stazione radio in Italia ed una delle prime nel mondo. Tale centro radiotelegrafico fu uno dei più moderni dell'epoca ed ebbe anche lo scopo di assicurare i radiocollegamenti con l'Eritrea e la Somalia.
Dal 1923 fu ordinario della cattedra di Elettrotecnica all'Università di Pisa, mentre nel 1926 fu chiamato a Torino per la stessa cattedra presso il Politecnico, di cui fu rettore dal 1933 al 1938; nello stesso anno fu nominato Accademico delle Scienze pontificio. Nel 1928 fu nominato Socio dell'Accademia delle Scienze di Torino e nel 1929 Accademico d'Italia; dal 1934 fu vicepresidente della classe di Scienze Fisiche. A Torino fondò e diresse l'Istituto elettrotecnico nazionale Galileo Ferraris, avviato nel 1934. Dal 1933 fu presidente della SIP e dell'EIAR, di cui mantenne la guida fino al 1943; nel 1939 fu nominato vicepresidente dell'Accademia d'Italia; dal 1941 al 1943 fu presidente del CNR.
Nei primi tempi del dopoguerra, scagionato da ogni sospetto generato dai numerosi incarichi ricoperti durante il Fascismo, venne reintegrato nei suoi incarichi di professore universitario nel 1946-47 e fu nominato Accademico dei Lincei nel 1948.
Fu promosso Capitano di Vascello nel 1936, Contrammiraglio nel 1938 nella riserva per meriti eccezionali e nel 1943 Ammiraglio di Divisione.
Morì il 7 maggio 1957 a Torino e venne sepolto a Sant'Albano Stura, suo paese di provenienza.

## Attività di ricerca
Oltre agli incarichi amministrativi, Vallauri fu un valente studioso e ricercatore. Molto importanti sono i suoi studi sul ferromagnetismo, che confermarono l'esistenza del fenomeno dell'isteresi magnetica rotante. Inventò il duplicatore magnetico di frequenza a sottrazione magnetica. Famosa è l'equazione di Vallauri:
{\displaystyle Di=(DVa+mDVg)/ra}
che ha permesso la definizione analitica delle proprietà dei tubi a vuoto, fino ad allora costruiti con criteri empirici.

## Riconoscimenti
A Giancarlo Vallauri sono intitolate una piazza di Roma, nel quartiere della Garbatella, e un viale a Fossano.
Oltre all'Istituto per le Telecomunicazioni e l'Elettronica "Giancarlo Vallauri" della Marina Militare (Mariteleradar), gli sono dedicati diversi istituti di formazione in tutta Italia tra i quali l'Istituto di Istruzione Superiore "G. Vallauri" di Fossano (dal 1981), l'ITIS "G. Vallauri" di Reggio Calabria, l'ITIS "G. Vallauri" di Velletri e l'IPSIA "G. Vallauri" di Carpi.